# Secamone cristata
Secamone cristata là một loài thực vật có hoa trong họ La bố ma. Loài này được Jum. & H. Perrier miêu tả khoa học đầu tiên năm 1908.